# Passaggio delle Alpi di Annibale
Il passaggio delle Alpi di Annibale, compiuto verso la fine di settembre del 218 a.C., rappresentò la fase iniziale delle ostilità della seconda guerra punica. Il condottiero cartaginese Annibale marciò di sorpresa con il suo esercito verso l'Italia romana causando grande preoccupazione tra i capi e i cittadini della repubblica. Egli, dopo aver valicato le Alpi ed avere ripetutamente sconfitto la popolazione dei Taurini che si rifiutavano di affiancare le forze cartaginesi, proseguì la sua marcia fino a scontrarsi vittoriosamente con gli eserciti romani al Ticino e alla Trebbia.

## Contesto storico
Dopo la presa di Sagunto da parte dei Cartaginesi di Annibale, la guerra fu inevitabile, solo che come scrive Polibio, la guerra non si svolse in Iberia [come auspicavano i Romani] ma proprio alle porte di Roma e lungo tutta l'Italia. Era la fine del 219 a.C. e iniziava la seconda guerra punica.
Nel maggio del 218 a.C. Annibale lasciò la penisola iberica, con 90 000 fanti e 12 000 cavalieri, oltre a 37 elefanti. Il condottiero cartaginese doveva muoversi in fretta se voleva sorprendere le forze di Roma ed evitare l'attacco diretto a Cartagine; Annibale intendeva combattere la guerra sul territorio nemico e sperava di suscitare con la sua presenza in Italia alla testa di un grande esercito e con una serie di vittorie una rivolta generale dei popoli italici recentemente sottomessi al dominio della Repubblica romana.
Intanto i Romani assegnarono a Publio Cornelio Scipione, padre dell'Africano, e al fratello Gneo Cornelio Scipione la Spagna. Il piano prevedeva di attaccare Annibale in Spagna cercando l'aiuto delle popolazioni locali. Contemporaneamente si dedicarono alla fortificazione delle città della Gallia Cisalpina. La prima delle colonie venne fondata sul fiume Po e venne chiamata Placentia, l'altra venne posta a nord del fiume e chiamata Cremona. La loro funzione era quella di sorvegliare il comportamento delle popolazioni celtiche di Boii e Insubri, che infatti, una volta venute a conoscenza dell'avanzata cartaginese in Gallia Transalpina, si ribellarono al dominio romano.
Nel frattempo la diplomazia di Annibale nella Gallia Cisalpina spinse i Galli Boi e Insubri alla rivolta. Questi scacciarono i coloni da Piacenza (Placentia) e li spinsero fino a Modena (Mutina) che venne assediata, e poco ci mancò che non fosse occupata. Questa situazione obbligò Publio Scipione a dirottare verso la Pianura Padana le sue forze che si trovavano a Pisa in attesa dell'imbarco verso la Gallia. Costretto a tornare a Roma per arruolare una settima legione, finalmente riuscì a raggiungere Massalia (Marsiglia) per fronteggiare Annibale, ma era passato troppo tempo prezioso.
Intanto Annibale, che doveva attraversare il Rodano con il suo esercito, era atteso sull'altra riva dalla forte tribù dei Volci. Una volta sconfitto questo popolo celta, il cartaginese decise di non passare in Italia lungo la costa ma attraversando le montagne dopo aver risalito le valli del Rodano e dell'Isère sicuro che allontanandosi dal mare sarebbe stato meno probabile uno scontro con i Romani prima di giungere in Italia.

## Passaggio delle Alpi

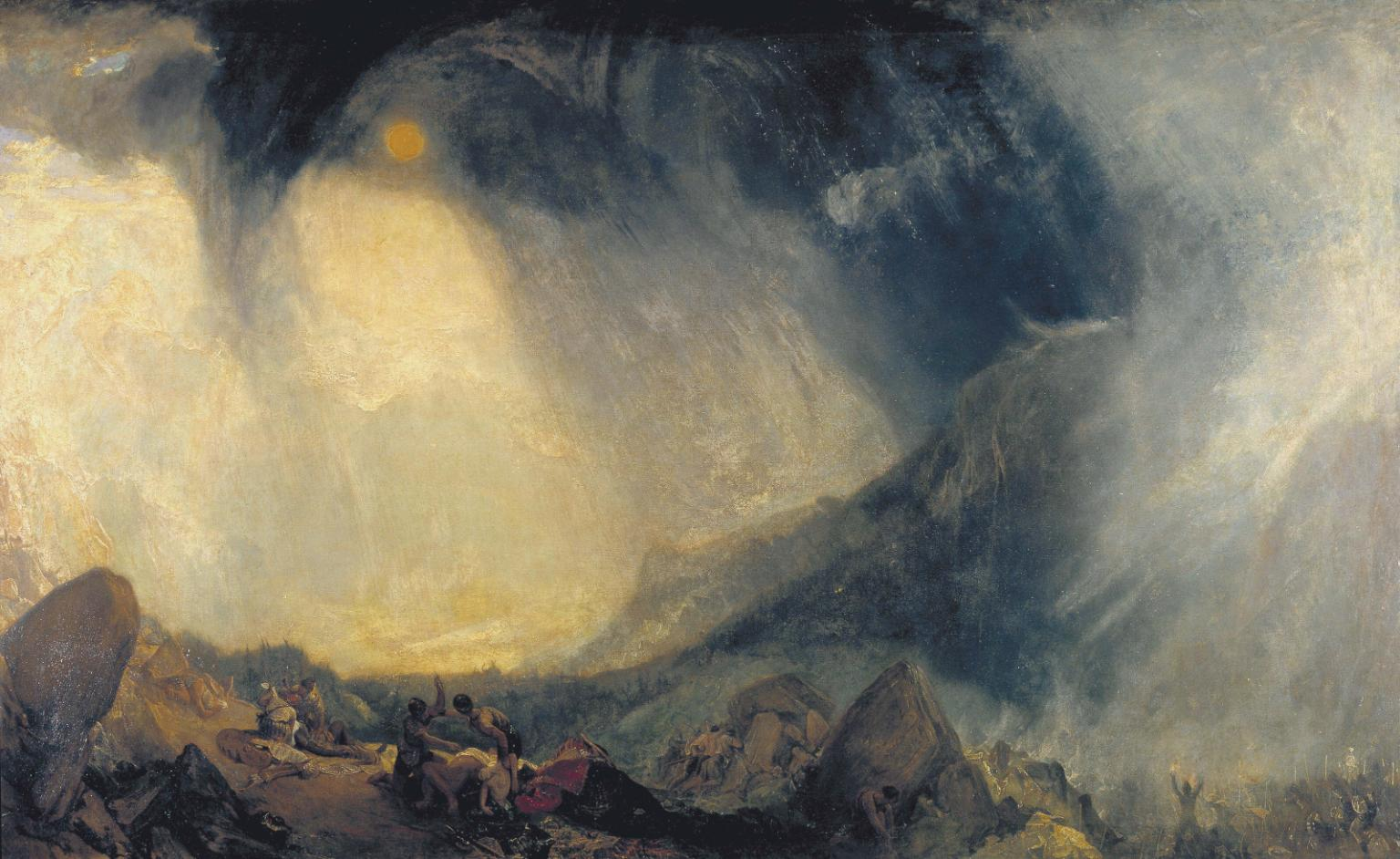
William Turner, Bufera di neve: Annibale e il suo esercito attraversano le Alpi (1812)

Annibale radunò l'assemblea e cercò di scuotere l'animo dei soldati, sia esortandoli sia rimproverandoli. Comandò quindi di ristorarsi e prepararsi per il viaggio. Il giorno seguente l'esercito si mise in marcia lungo il corso del Rodano.
Livio sostiene che Annibale dopo quattro giorni di marcia fosse giunto in una località chiamata Isola. Qui i fiumi Rodano e Isère confluiscono, scendendo entrambi dalle Alpi. Anche lo storico greco Polibio scrive che Annibale arrivò col suo esercito all'altezza del fiume Isère, affluente di sinistra del Rodano, ma non aggiunge nessuna informazione circa il valico delle Alpi: probabilmente se ne era già persa la memoria oppure tale informazione era ritenuta superflua. Il territorio compreso tra i due fiumi era abitato dagli Allobrogi, popolazione assai florida nella Gallia dell'epoca.
Tuttavia si racconta che in quel momento gli Allobrogi fossero in preda a discordie interne. Due fratelli erano infatti in lotta per il possesso del regno e Annibale venne chiamato a dirimere la disputa. Egli, da arbitro del regno, restituì il potere al fratello maggiore, ottenendone in cambio vettovaglie e vestiario per meglio superare il freddo delle Alpi. Una volta placate le discordie tra gli Allobrogi, l'armata cartaginese non prese il cammino per la via più breve, ma ripiegò sulla sinistra verso il paese dei Tricastini, passando poi nella parte estrema del territorio dei Voconzi e giungendo al paese dei Tricori per raggiungere il fiume Druenza (Durance). Questo fiume era «particolarmente difficile da attraversare, più di ogni altro della Gallia», tanto da generare panico e confusione nelle truppe durante la sua traversata.
Sempre secondo il racconto di Livio, Annibale dal fiume Druenza per strade relativamente piane giunse alle Alpi senza subire attacchi da parte delle popolazioni celtiche del posto. L'imponenza delle montagne, gli uomini di aspetto selvaggio con barbe e capelli lunghi, l'immagine squallida di ogni cosa, rinnovarono nei soldati il terrore. I montanari del luogo cercarono, inoltre, di opporre resistenza al passaggio dell'esercito cartaginese, senza però riuscirvi, grazie ad una serie di stratagemmi che Annibale escogitò durante la lunga marcia, occupando alture, passi, borghi e villaggi nemici di volta in volta. Dopo nove giorni di marcia, Annibale giunse al valico per passare le Alpi. L'esercito si fermò nei suoi pressi per due giorni, sorpreso anche da una nevicata, caduta mentre la costellazione delle Pleiadi tramontava (ottobre).
(Livio, XXI, 35.7-8.)
I soldati, rincuorati da quella vista, ripresero la marcia, sebbene la discesa fosse più aspra e difficile rispetto alla salita, in quanto la strada sul versante italico era più scoscesa rispetto a quella del versante gallico, con grande rischio di cadere e precipitare nei dirupi sottostanti.
L'attraversamento delle Alpi ebbe inizio verso la fine di settembre del 218 a.C.. Il freddo e la fatica si fecero certo sentire per uomini e animali acclimatati al sole della costa spagnola e probabilmente non sufficientemente attrezzati per una traversata a tali quote (il punto più elevato dell'itinerario molto probabilmente seguito si trova a 2950 m (Col delle Traversette)), però l'esercito punico raggiunse la Pianura Padana prima che le nevi bloccassero ogni via. La marcia fu portata a termine in una ventina di giorni tra mille difficoltà e aspri combattimenti con le popolazioni montanare che, anche se terrorizzate dall'avanzata di un esercito di dimensioni straordinarie, dettero del filo da torcere alle pur agguerrite truppe cartaginesi.

### Itinerario di Annibale

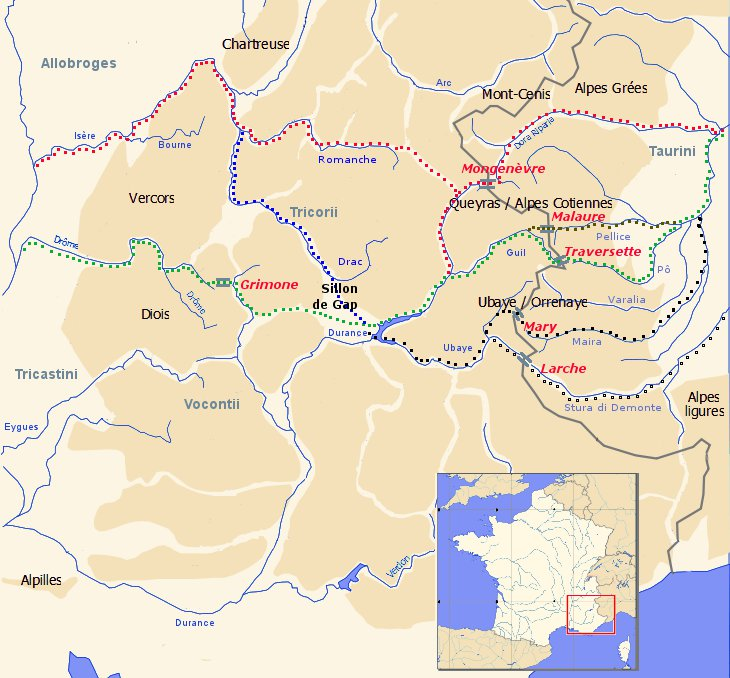
Le possibili vie seguite da Annibale per raggiungere l'Italia romana.

Nell'ipotesi in cui il condottiero cartaginese abbia risalito la val d'Isère, avrebbe potuto raggiungere diversi passi, come il Moncenisio oppure il lontano colle del Piccolo San Bernardo (Cremonis iugum) che viene citato anche da Cornelio Nepote con il nome di Saltus Graius. Anche lo storico romano Tito Livio cita l'Isère, ma subito dopo, come se Annibale avesse fatto una inversione, ci presenta il condottiero cartaginese presso il fiume Durance (Druentia, in latino), altro affluente di sinistra che risalendo la valle del Rodano si incontra prima dell'Isère.
Dalla Durance, scrive Livio, Annibale andò "per vie agevoli" al valico delle Alpi, ma non lo nomina (anch'egli evidentemente non sa quale sia o non ritiene opportuno citarlo, trattandosi di una via forse ben nota). Livio, comunque, esclude il Piccolo San Bernardo: afferma come cosa certa che il primo popolo che Annibale incontrò dopo la discesa dalle Alpi furono i Celti Taurini, mentre se fosse disceso dal Piccolo San Bernardo avrebbe incontrato i Salassi ed altri popoli. Il Monginevro (1850 m) è uno dei passi che si possono raggiungere dalla Durance. Esso era attraversato da un antichissimo percorso che poi divenne una importante strada romana nel 121 a.C., la via Domizia.
Una più recente ricostruzione, che è compatibile con la risalita per la valle dell'Arc, colloca il passaggio per il Colle dell'Autaret e il Colle d'Arnas nelle Valli di Lanzo e la discesa verso quello che è l'attuale comune di Usseglio. 
L'Autaret è un passo a 3 077 m. Erano gli inizi di settembre in concomitanza con la Luna Piena ed Annibale riuscì a raggiungere la Pianura Padana, mantenendo quell'effetto sorpresa che voleva ottenere. 
Appena sopra al passo, dalla Punta Costan è possibile vedere la Pianura Padana verso Orbassano, nella discesa si incontra parte della montagna scavata nella roccia per il passaggio di carri o grandi animali, la piana di Usseglio ben si presta alla ricompattazione dell'esercito ai piedi del passo. La popolazione dei celti Graioceli (Alpi Graie) da sempre nemici dei romani, ha fornito supporto con guide e vettovagliamento prima della salita nella piana di Bessans e dopo il colle nella piana di Usseglio. Una esaustiva descrizione del passaggio nel trattato storico "Annibale ed i Celti Alpini" con 470 pagine.
Altra ipotesi di ricerca, vede Annibale impegnato più a nord alla ricerca di una valico, indirizzato dalle guide degli alleati Boi: avendo verificato che le principali vie d'accesso alla Gallia Cisalpina (Colle del Monginevro, Colle del Moncenisio, Colle del Piccolo San Bernardo) fossero ben sorvegliate dalle truppe romane e alleate, diresse l'esercito più a nord, fino ad Agaunum (oggi Saint-Maurice (Svizzera), prossima al Lago Lemano), dove si sarebbe scontrato con la tribù dei Nantuati, subendo le più gravi perdite nel suo tragitto alpino. Da qui avrebbe risalito la valle dell'Entremont, puntando a sud e giungendo in territorio cisalpino attraverso il Col di Menouve (m 2 801) o per il vicino Col di Annibale, entrambi a est del Colle del Gran San Bernardo. A questo punto, Annibale avrebbe eluso la sorveglianza romana in territorio valdostano attraversando colli minori, quali il Col Flassin (m 2 615) e il Col di Garin (m. 2805), transitando per la Val di Cogne e giungendo in vista della pianura sui colli del Bardoney (m. 2 833) o dell'Ariettaz (m. 2 939) entrambi con sbocco in Val Soana, garantendosi così un notevole effetto sorpresa.
Nel marzo 2016, sulla rivista Archeometry ripreso da Il Secolo XIX del 5 aprile 2016 e da Le Scienze del 7 aprile 2016, appare un articolo in cui si parla della scoperta della prima prova scientifica del passaggio di Annibale in un punto preciso delle Alpi: il Col delle Traversette, un passo a 2950 m di quota nei pressi del Monviso.

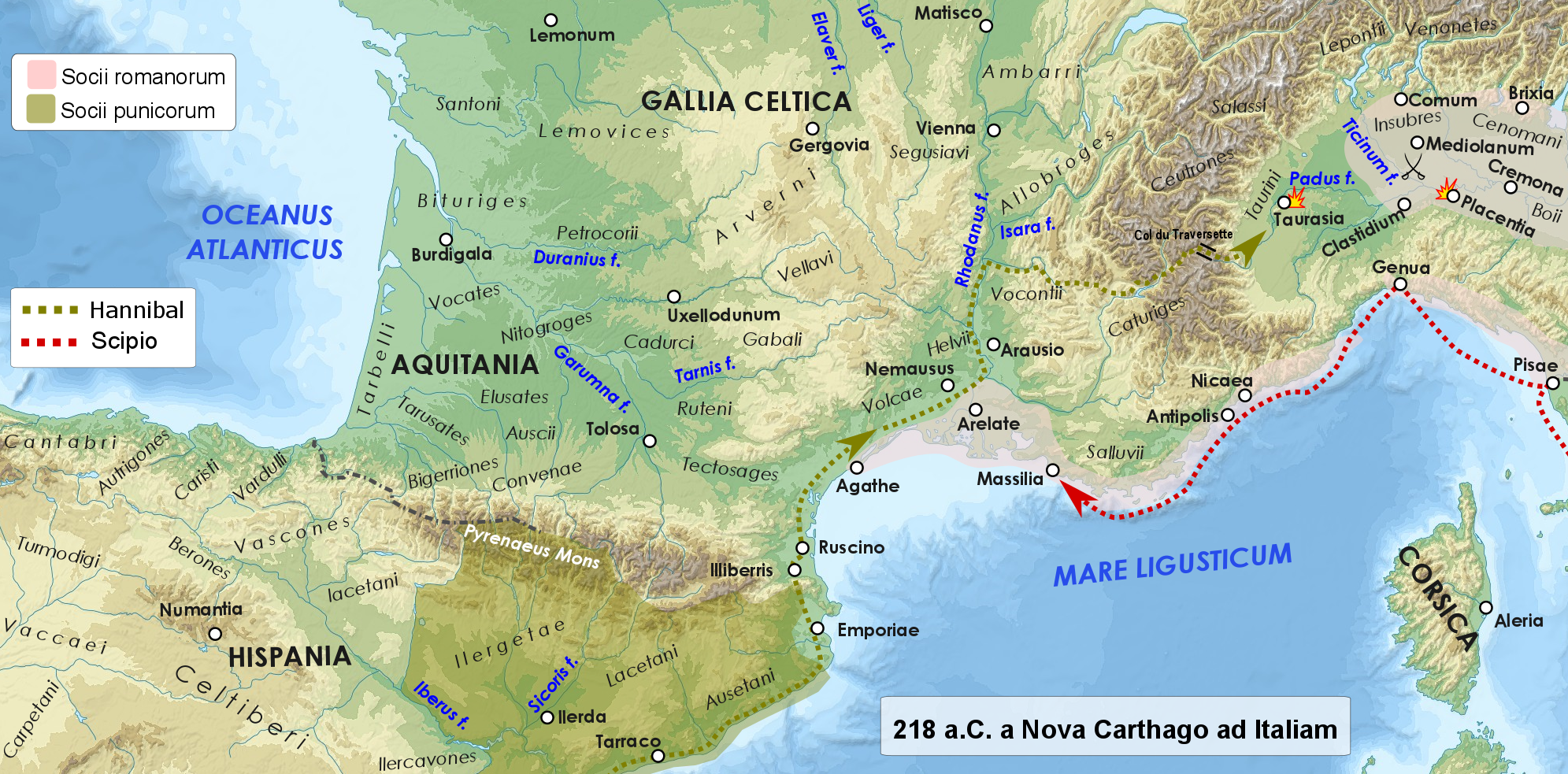
218 a.C.: marcia di Annibale da Nova Carthago all'Italia settentrionale, fino allo scontro con l'esercito romano di Scipione (padre dell'Africano) al Ticino.

## Conseguenze
Una volta raggiunta la Pianura Padana, Annibale si accampò ai piedi delle Alpi e fece riposare le truppe. L'esercito cartaginese aveva sofferto terribilmente oltre alla fatica dell'ascesa, anche il freddo e la fame. L'esercito stremato era stato letteralmente dimezzato: dai 38 000 fanti e 8 000 cavalieri prima della traversata, si era ridotto ora a 20 000 fanti e 6 000 cavalieri.
Quando le truppe si furono riprese, poiché i Taurini si erano ribellati agli Insubri e non avevano molta fiducia nei Cartaginesi, Annibale provò prima a stringere con loro un patto di amicizia e poi, non essendoci riuscito, assediò la loro città più importante (Taurasia) e in tre giorni li condusse alla resa. Molti furono messi a morte, destando grande terrore nelle popolazioni limitrofe, che decisero così di affidarsi alla sua protezione. Le numerose tribù celtiche della pianura, che da tempo conoscevano i piani del condottiero cartaginese, non vedevano l'ora di marciare insieme a lui contro i Romani. Annibale decise così di avanzare per unirsi a loro, ma venne a sapere che il console Publio Cornelio Scipione (padre dell'Africano) lo aveva preceduto via mare e lo stava aspettando a nord del fiume Po. Entrambi increduli per la rapidità con cui uno aveva concepito e realizzato il piano via mare e l'altro via terra, si apprestarono a dare battaglia dopo aver incitato i propri uomini al combattimento.
Publio Scipione, infatti, una volta inviato il fratello Gneo in Spagna con la flotta e parte delle truppe, era ritornato in Italia, sbarcando a Pisa, ed attestandosi a Piacenza. Tiberio Sempronio Longo, richiamato dal Senato romano, dovette rinunciare al progetto di sbarco in Africa. Il piano di Annibale era riuscito; la sua audace e inattesa offensiva terrestre costrinse Roma ad abbandonare precipitosamente i suoi piani di attacco diretto a Cartagine che quindi per il momento non dovette temere minacce da parte del nemico.
Lo stesso sbigottimento provato dai due comandanti avversari si ebbe a Roma alla notizia della calata di Annibale in Italia, tanto che il secondo console inviato in Libia, Tiberio Sempronio Longo, venne richiamato in Italia.
Gli scontri che seguirono videro Annibale ottenere una netta vittoria al Ticino con il ferimento del console Publio Cornelio Scipione. I Romani si erano quindi ritirati verso la colonia di Placentia (Piacenza) per riorganizzarsi, ma poco dopo subirono un altro pesante rovescio nella successiva battaglia della Trebbia. L'esercito di Sempronio Longo venne, infatti, in gran parte distrutto sul campo; piccoli gruppi fuggirono attraverso il fiume, mentre circa 10 000 legionari riuscirono ad aprirsi un varco e ripararono a Piacenza.

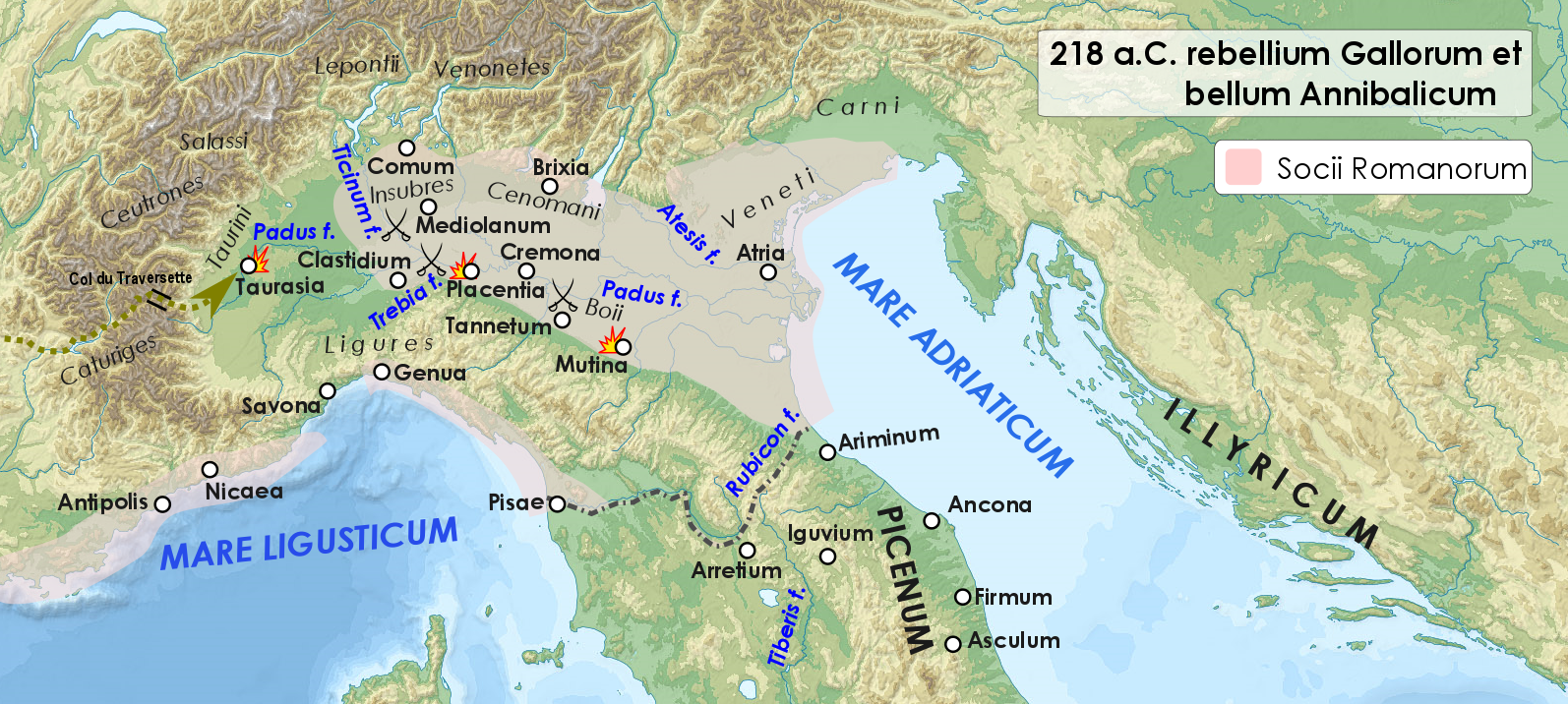
La Gallia cisalpina, teatro delle operazioni dell'autunno del 218 a.C.: dalla rivolta dei Boii con l'assedio di Mutina, alle vittorie di Annibale al Ticino e alla Trebbia.